# Koszarawa (vesnice)
Koszarawa je vesnice a sídlo gminy Koszawara v okrese Żywiec ve Slezském vojvodství v Polsku. Ve vesnici žije přibližně 2 300 obyvatel.

## Poloha
Obec se nachází v pramenné oblasti řeky Koszarawy v Źywieckých Beskydech.
Sousedními obcemi jsou Pewel Wielka na západě, Lachowice na severu, Stryszawa na severovýchodě, Zawoja na východě a Przyborów na jihu.

## Historie
Obec byla založena v żywieckém panství na valašském právu v 16. století. Název pochází z rumunštiny (srov. rumunsky coşar - stodola, chlév), v Podhalí a Beskydech polské koszar znamená přenosná ohrada pro ovce.
Při prvním dělení Polska v roce 1772 se obec stala součástí nového Haličsko-volyňského knížectví Rakouského císařství (od roku 1804). Od roku 1782 patřila do Wadowického cyrkulu (1819 se sídlem ve Wadowicích). Po zrušení patrimoniální správy byla po roce 1850 obcí v okrese Żywiec.
V roce 1918, po skončení první světové války a rozpadu Rakousko-uherské monarchie, se Koszarawa stala součástí Polska. Tu přerušila až okupace Polska wehrmachtem během druhé světové války. Tehdy patřila k okresu Żywiec ve správním obvodu Katovice ve Slezském vojvodství (od roku 1941 Hornoslezské vojvodství).
Od roku 1975 do roku 1998 patřila Koszarawa do Bílského vojvodství.

## Památky
- Římskokatolický farní kostel svatého Karla Boromejského postaveného v letech 1839–1843.[6]
- Římskokatolický hřbitov z druhé poloviny 19. století.[6]